# Primož Peterka
Primož Peterka (Domžale, Yugoslavia, 28 de febrero de 1979) es un deportista esloveno que compitió en salto en esquí.
Participó en tres Juegos Olímpicos de Invierno, entre los años 1998 y 2006, obteniendo una medalla de bronce en Salt Lake City 2002, en la prueba de trampolín grande por equipos (junto con Damjan Fras, Robert Kranjec y Peter Žonta), y el quinto lugar en Nagano 1998, en el trampolín grande individual. Ganó una medalla de bronce en el Campeonato Mundial de Esquí Nórdico de 2005, en la prueba de trampolín grande por equipos.

## Palmarés internacional
| Juegos Olímpicos   | Juegos Olímpicos                | Juegos Olímpicos  | Juegos Olímpicos |
| Año                | Lugar                           | Medalla           | Prueba           |
| ------------------ | ------------------------------- | ----------------- | ---------------- |
| 2002               | Salt Lake City (Estados Unidos) | Medalla de bronce | TG por equipos   |
| Campeonato Mundial |                                 |                   |                  |
| Año                | Lugar                           | Medalla           | Prueba           |
| 2005               | Oberstdorf (Alemania)           | Medalla de bronce | TG por equipos   |